# Sorex cinereus
Sorex cinereus (мідиця американська) — вид роду мідиць (Sorex) родини мідицевих (Soricidae).

## Поширення
Країни поширення: Канада, США. Він займає велику різноманітність наземного середовища проживання крім зон, де дуже мало або немає рослинності.

## Опис
Це тварина сіро-коричневого кольору зі світло-сірим низом і загостреним писочком. Має довгий хвіст, який є коричневим зверху і світлішим знизу з темним кінчиком. Тіло завдовжки приблизно 9 см, включаючи 4 см хвіст, вага приблизно 5 грамів.

## Стиль життя
Харчується в основному комахами та іншими безхребетними, падлом, дрібними хребетними, іноді насінням. Споживає щодня їжу власної ваги та є активним вдень і вночі цілий рік. Можуть жити до двох років. Хижаки: яструби, сови, сорокопуд, змії, чаплі, лисиці
Сезон розмноження триває з березня по вересень. Буває, як правило, два приплоди, може бути три, на рік. Вагітність триває 18 днів, народжується від двох до 10 (в середньому близько семи) дитинчат. Молодь ссе молоко протягом трьох тижнів. Статева зрілість досягається за 20–26 тижні.